# Marraqueta
La marraqueta (également appelée pan batido à Valparaíso ou pan francés dans d'autres zones du Bolivie, Chili et au Pérou) est un type de pain élaboré à base de farine blanche de blé, d'eau, de levure et de sel, et qui requiert plus de temps de fermentation que d'autres pains. Ce type de pain ne contient pas de graisse et se caractérise par sa forme particulière et son croustillant.
La marraqueta est consommée au Chili, Brésil et dans la province argentine de Mendoza, en Bolivie et au Pérou. Elle peut également être trouvée en Argentine et en Uruguay.

## Histoire
Son origine n'est pas très claire. Cependant, on l'attribue à deux frères français boulanger dont le nom aurait été « Marraquet » et qui seraient arrivés au port de Valparaíso au début du XIXe siècle. Cette idée est confortée par le fait qu'on peut trouver ce genre de pains dans les commerces en Alsace, ceux-ci s'appellent « sou-Brot » car chaque pain (Brot) vaut un sou. En Argentine, on a également rapproché marraqueta du mot de l'argot lunfardo « marroco » qui signifie « pain ».
Une théorie alternative de son apparition a été proposée par le naturaliste et botaniste français Claude Gay, qui suggéra que la marraqueta a été mangée pour la première fois au Chili au XVIIIe siècle.